# Saknad (TV-serie, 2014)
Saknad är en tv-serie i sex delar som handlar om Missing peoples arbete med att hitta personer som har försvunnit. Serien visades i SVT under våren 2014.

## Avsnitt
| Nr | Sändningsdatum | Eftersökta personer                                                                | Eftersökta personer |
| -- | -------------- | ---------------------------------------------------------------------------------- | ------------------- |
| 1  | 18 mars 2014   | 21-årig kvinna och Tuula Lavikkala                                                 |                     |
| 2  | 25 mars 2014   | Vatchereeya Bangsuan och en äldre man som försvunnit från ett sjukhus i Norrköping |                     |
| 3  | 1 april 2014   | Jacob, som har varit försvunnen i 5 år                                             |                     |
| 4  | 8 april 2014   | Holger Algdal, en mördare som försvann efter ett fängelsestraff                    |                     |
| 5  | 15 april 2014  | En försvunnen tvåbarnsmamma i Trollhättan                                          |                     |
| 6  | 22 april 2014  | En äldre kvinna som försvunnit från ett äldreboende i Lund                         |                     |